# Courtalam
Courtalam (o Courtallam, Kuttalam, Kurralam) è una suddivisione dell'India, classificata come town panchayat, di 2.368 abitanti, situata nel distretto di Tirunelveli, nello stato federato del Tamil Nadu. In base al numero di abitanti la città rientra nella classe VI (meno di 5.000 persone).

## Geografia fisica
La città è situata a 8° 55' 0 N e 77° 16' 60 E e ha un'altitudine di 220 m s.l.m..

## Società

### Evoluzione demografica
Al censimento del 2001 la popolazione di Courtalam assommava a 2.368 persone, delle quali 966 maschi e 1.402 femmine. I bambini di età inferiore o uguale ai sei anni assommavano a 175, dei quali 87 maschi e 88 femmine. Infine, coloro che erano in grado di saper almeno leggere e scrivere erano 1.785, dei quali 750 maschi e 1.035 femmine.